# Jean Wagner
Jean Wagner (ur. 28 grudnia 1905 w Luksemburgu, zm. 24 lutego 1978 tamże) – luksemburski lekkoatleta, kulomiot i dyskobol.
Na igrzyskach olimpijskich w Berlinie (1936) odpadł w kwalifikacjach pchnięcia kulą oraz rzutu dyskiem
Podczas mistrzostw Europy w 1938 roku zajął 12. miejsce w pchnięciu kulą z wynikiem 13,35 oraz 16. miejsce w rzucie dyskiem z rezultatem 38,17.

## Rekordy życiowe
- Pchnięcie kulą – 15,05 (1940) były rekord Luksemburga[2]
- Rzut dyskiem – 47,01 (24 czerwca 1939, Esch-sur-Alzette) były rekord Luksemburga[3]